# Andréi Kanchelskis
Andréi Antanásovich Kanchelskis (en ruso: Андрей Атанасович Канчельскис, en ucraniano: Андрій Атанасович Канчельскіс; Kirovogrado, 23 de enero de 1969) es un exfutbolista ruso, que actualmente ejerce como director deportivo del FC Nosta Novotroitsk. Jugó en varios e importantes clubes como Manchester United, Everton, Fiorentina o Glasgow Rangers y fue considerado como uno de los mejores extremos derechos del mundo.

## Trayectoria
Kanchelskis se formó en las categorías inferiores del FC Dinamo de Kiev, club con el que debutó en la primera división de la Unión Soviética. En 1990 abandonó el equipo y fichó por el Shakhtar Donetsk, donde fue descubierto por Alex Ferguson. 

### Manchester United
En 1991 se incorporó a la disciplina del Manchester United. Su debut tuvo lugar en mayo de 1991 frente al Crystal Palace y, en los cuatro años que estuvo, logró dos FA Premier League (1992/93 y 1993/94), una FA Cup (1994), una League Cup (1992) y dos Community Shield (1993 y 1994) y coincidió con grandes futbolistas como Roy Keane, Eric Cantoná o Ryan Giggs. En el verano de 1995, y ante el empuje del que sería su sustituto, David Beckham, Ferguson decidió el traspaso de Kanchelskis.

### Carrera post-Manchester
Su destino fue el Everton, donde jugó una temporada y media a un buen nivel, logrando 16 goles en su primer año. En enero de 1997 firmó con la Fiorentina italiana por unos 8 millones de libras. En Florencia solo estuvo una temporada y media rindiendo a un bajo nivel. Por ello, en el verano de 1998, volvió al Reino Unido y firmó por el Glasgow Rangers de Escocia. Formó parte del equipo tres temporadas y media, aunque desde enero hasta junio de 2001 actuó cedido en el Manchester City. Tras finalizar contrato con el Rangers en el verano de 2002, Kanchelskis regresó a Inglaterra y fichó por el Southampton donde solo permaneció hasta febrero de 2003 jugando un único partido, cuando firmó por el Al-Hilal de Arabia Saudí, donde únicamente disputó tres encuentros.

### Retiro en Rusia
En 2004 Kanchelskis firmó por el FC Saturn de Moscú donde jugó dos temporadas. Tras un breve contrato con el FC Dinamo Moscú, club con el que ni siquiera llegó a debutar, fichó por el Krylya Sovetov Samara, equipo en el que disputó una temporada. Tras abandonar el Samara, y después de encontrarse sin equipo, Kanchelskis decidió colgar las botas el 12 de febrero de 2007.

## Clubes
| Club                     | Partidos (goles) | Año       |
| ------------------------ | ---------------- | --------- |
| Dinamo de Kiev           | 22 (1)           | 1985-1990 |
| Shakhtar Donetsk         | 21 (3)           | 1990-1991 |
| Manchester United        | 123 (28)         | 1991-1995 |
| Everton                  | 52 (20)          | 1995-1996 |
| Fiorentina               | 26 (2)           | 1996-1998 |
| Glasgow Rangers          | 76 (13)          | 1998-2002 |
| Manchester City (cedido) | 10 (0)           | 2002      |
| Southampton              | 1 (0)            | 2003      |
| Al-Hilal                 | 3 (0)            | 2003      |
| Saturn Moscow Oblast     | 32 (3)           | 2004-2005 |
| Krylya Sovetov Samara    | 22 (1)           | 2006      |

## Selección
| Club  | Partidos (goles) | Año       |
| ----- | ---------------- | --------- |
| URSS  | 17 (3)           | 1989-1991 |
| CEI   | 6 (0)            | 1992      |
| Rusia | 36 (4)           | 1992-1998 |

## Palmarés
Con el Manchester United:
- FA Premier League: 1993 y 1994
- FA Cup: 1994
- Carling Cup: 1992

Con el Glasgow Rangers
- Liga escocesa: 1999 y 2000
- Copa de Escocia: 1999 y 2000